# Salvador Meliá
Salvador Meliá Mangriñán (Castellón de la Plana, 1 de abril de 1977) es un deportista español que compitió en ciclismo en la modalidad de pista, especialista en la prueba de velocidad por equipos.
Ganó dos medallas en el Campeonato Mundial de Ciclismo en Pista, plata en 2004 y bronce en 2000.
Participó en dos Juegos Olímpicos de Verano, en la prueba de velocidad por equipos, ocupando el séptimo lugar en Atenas 2004 y el noveno lugar en Sídney 2000.

## Medallero internacional
| Campeonato Mundial | Campeonato Mundial       | Campeonato Mundial | Campeonato Mundial    |
| Año                | Lugar                    | Medalla            | Competición           |
| ------------------ | ------------------------ | ------------------ | --------------------- |
| 2000               | Mánchester (Reino Unido) | Medalla de bronce  | Velocidad por equipos |
| 2004               | Melbourne (Australia)    | Medalla de plata   | Velocidad por equipos |